# زندگی امیل زولا
زندگی امیل زولا (انگلیسی: The Life of Emile Zola) فیلمی در ژانر زندگی‌نامه‌ای در مورد زندگی امیل زولا به کارگردانی ویلیام دیترله است که در سال ۱۹۳۷ منتشر شد. این فیلم برنده جایزه اسکار بهترین فیلم شد.

## بازیگران
- جوزف شیلدکات
- پل مونی
- گیل سوندرگارد
- گلوریا هولدن
- دونالد کریسپ
- هنری اونیل
- لوئیس کالهرن
- رالف مورگن
- گرانت میچل
- هری دونپورت
- رابرت وارویک
- مارسیا مای جونز
- فرانک شریدان
- موریس بلک